# فيليكس ستامب
كان فيليكس بودويل ستامب (15 ديسمبر 1894-13 يونيو 1972) أميرالًا في البحرية الأمريكية وقائدًا لأسطول الولايات المتحدة في المحيط الهادئ من 10 يوليو 1953 حتى 31 يوليو 1958.

## النشأة والوظيفة
ولد ستامب في باركرسبورغ ، فيرجينيا الغربية، أمضى حياته المبكرة هناك ودخل الأكاديمية البحرية الأمريكية في عام 1913.  خدم في الزورق الحربي Yorktown وكملاح على متن الطراد Cincinnati خلال الحرب العالمية الأولى في المحيط الأطلسي. بعد الحرب خدم في البارجة المدرعة Alabama . بعد ذلك بوقت قصير، حضر ستامب تدريبًا على الطيران في قاعدة بينساكولا البحرية في 1920-1921 تلاه تعليم بعد التخرج في هندسة الطيران في معهد ماساتشوستس للتكنولوجيا . من عام 1923 إلى عام 1925 كان ضابط طيران بحري في سرب طوربيد 2 (VT-2) «طيور فاعلة» لحاملة الطائرات التجريبية Langley . تولى قيادة جناح الكشافة في 1928-1929 وخدم في طاقم طرادات الأسطول الكشفي في 1930-1931. من عام 1938 إلى عام 1939 شغل منصب الملاح في Lexington (CV-2) . رقي إلى رتبة قائد في عام 1940 ، وعمل كمسؤول تنفيذي في Enterprise .

## الحرب العالمية الثانية
عند اندلاع الحرب العالمية الثانية ، كان ستامب هو قائد لانجلي في خليج مانيلا بالفلبين . في يناير 1942 نقل إلى أركان القائد العام للأسطول الآسيوي الذي حصل على وسام الخدمة المتميزة للجيش الأمريكي.
كان فيليكس ستامب هو أول قبطان لLexington (CV-16) بعد تكليفها عام 1943. 
في عام 1944 تمت ترقية فيليكس ستامب إلى اللواء الخلفي وتولى قيادة وحدة المهام 52.11.2 وشرعت فرقة الناقل 24 في حراسة الناقل Corregidor للعمليات ضد سايبان .
بعد الإجراء في سايبان، احتفظ فيليكس ستامب بقيادة قسم الناقل 24 ولكن تم تعيينه الآن في وحدة المهام 77.4.2 (Taffy II ). في معارك ليتي جلف وسمر ، انطلق على متن Natoma Bay في أكتوبر 1944. لدوره في هذه المعارك حصل على وسام الصليب البحري . ظل علمه على خليج ناتوما حتى أوائل عام 1945 بينما واصل بحارته عملياتهم في الفلبين. 
في مايو 1945 شغل منصب رئيس قيادة التدريب الفني الجوي البحري وظل في هذا المنصب حتى ديسمبر 1948.

## ما بعد الحرب
من ديسمبر 1948 إلى 1951 ستامب كان قائد الأسطول الأطلسي للقوات الجوية البحرية، وخلال تلك الفترة تمت ترقيته إلى نائب أميرال. من مارس 1951 حتى يونيو 1953 ، شغل ستامب منصب قائد الأسطول الثاني للولايات المتحدة . 
من 10 يوليو 1953 إلى 14 يناير 1958 ، تمت ترقيته الآن إلى رتبة أميرال كامل ، شغل منصب قائد القيادة الأمريكية في المحيط الهادئ حتى تقاعده ، اعتبارًا من 1 أغسطس 1958. بعد تقاعده ، تم تعيينه في منصب نائب رئيس مجلس الإدارة والرئيس التنفيذي لمؤسسة Freedoms في Valley Forge ، بنسلفانيا.
توفي ستامب بسبب السرطان في مستشفى بيثيسدا البحري عام 1972.  وسميت المدمرة Spruance-class destroyer Stump على شرفه.

## الأوسمة
| الصف الأول  | نافي كروس ث / جولد ستار              | نافي كروس ث / جولد ستار              | نافي كروس ث / جولد ستار              | وسام الخدمة البحرية المتميزة                            | وسام الخدمة البحرية المتميزة                            | وسام الخدمة البحرية المتميزة                            | وسام الخدمة العسكرية المتميزة                                  | وسام الخدمة العسكرية المتميزة                                  | وسام الخدمة العسكرية المتميزة                                  |
| الصف الثاني | نجمة فضية                            | نجمة فضية                            | نجمة فضية                            | وسام الاستحقاق مع اثنين من النجوم الذهبية وجهاز "V"     | وسام الاستحقاق مع اثنين من النجوم الذهبية وجهاز "V"     | وسام الاستحقاق مع اثنين من النجوم الذهبية وجهاز "V"     | الاقتباس من الوحدة الرئاسية البحرية مع اثنين من نجوم الاستشهاد | الاقتباس من الوحدة الرئاسية البحرية مع اثنين من نجوم الاستشهاد | الاقتباس من الوحدة الرئاسية البحرية مع اثنين من نجوم الاستشهاد |
| الصف الثالث | إشادة الوحدة البحرية مع نجمة برونزية | إشادة الوحدة البحرية مع نجمة برونزية | إشادة الوحدة البحرية مع نجمة برونزية | ميدالية النصر في الحرب العالمية الأولى ث / مشبك         | ميدالية النصر في الحرب العالمية الأولى ث / مشبك         | ميدالية النصر في الحرب العالمية الأولى ث / مشبك         | ميدالية خدمة الدفاع الأمريكية ث / المشبك الأطلسي               | ميدالية خدمة الدفاع الأمريكية ث / المشبك الأطلسي               | ميدالية خدمة الدفاع الأمريكية ث / المشبك الأطلسي               |
| الصف الرابع | ميدالية الحملة الأمريكية             | ميدالية الحملة الأمريكية             | ميدالية الحملة الأمريكية             | ميدالية حملة آسياتيك باسيفيك مع نجمة خدمة فضية وبرونزية | ميدالية حملة آسياتيك باسيفيك مع نجمة خدمة فضية وبرونزية | ميدالية حملة آسياتيك باسيفيك مع نجمة خدمة فضية وبرونزية | وسام النصر في الحرب العالمية الثانية                           | وسام النصر في الحرب العالمية الثانية                           | وسام النصر في الحرب العالمية الثانية                           |
| الصف الخامس | وسام خدمة الدفاع الوطني              | وسام خدمة الدفاع الوطني              | وسام خدمة الدفاع الوطني              | وسام الدفاع الفلبيني                                    | وسام الدفاع الفلبيني                                    | وسام الدفاع الفلبيني                                    | ميدالية التحرير الفلبينية مع نجمتين برونزيتين                  | ميدالية التحرير الفلبينية مع نجمتين برونزيتين                  | ميدالية التحرير الفلبينية مع نجمتين برونزيتين                  |

## صالة عرض

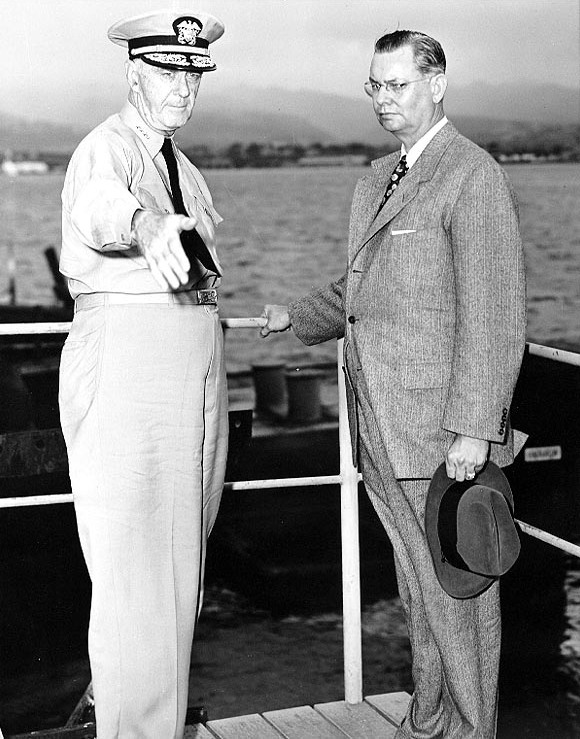
ستامب قائد أعلى للقيادة الأمريكية في المحيط الهادئ، مع وزير البحرية روبرت ب. أندرسون، نوفمبر 1953.

## روابط خارجية
- "فيليكس ستامب". فايند أغريف. اطلع عليه بتاريخ 2008-01-24.

| مناصب عسكرية    | مناصب عسكرية                                                          | مناصب عسكرية    |
| --------------- | --------------------------------------------------------------------- | --------------- |
| سبقه {{{سبقه}}} | Commander in Chief of the أسطول الولايات المتحدة الهادئ {{{الأعوام}}} | تبعه {{{تبعه}}} |